# Parti conservateur du Canada
Pour les articles homonymes, voir Parti conservateur et Parti conservateur du Canada (ancien).
Le Parti conservateur du Canada (abrégé en PCC ; en anglais : Conservative Party of Canada, abrégé en CPC) est un parti politique fédéral canadien issu de la fusion en 2003 de l'Alliance canadienne et du Parti progressiste-conservateur du Canada.
Le Parti conservateur a formé le gouvernement du Canada de 2006 à 2015. Depuis le 10 septembre 2022, le parti est dirigé par Pierre Poilievre et forme actuellement l'opposition officielle. Il possède 144 sièges à la Chambre des communes depuis les élections fédérales canadiennes de 2025 et 12 sièges au Sénat.

## Histoire
Ce parti est issu d'une fusion des réformateurs modérés du Bas et du Haut-Canada. Fondé en 1850 sous le nom de Parti libéral-conservateur du Canada et avec comme premier chef John Alexander MacDonald, il devient en 1880 le Parti conservateur du Canada. Il porte le surnom de « Parti Tory » et ses membres sont également surnommés les « tories » (quoique beaucoup plus courants dans les médias anglophones, ces surnoms sont également utilisés dans les médias francophones). Il est également l'héritier légal, en vertu du fait qu'il en ait assumé les biens et responsabilités, de l'ancien Parti progressiste-conservateur.
Peter MacKay et beaucoup d'autres anciens députés, incluant Brian Mulroney, voient le PCC comme une évolution naturelle du mouvement politique conservateur au Canada. MacKay a exprimé l'opinion que le PCC incarne la réunification des diverses idéologies conservatrices sous une « grande tente ». MacKay a souvent dit que les divisions font partie du mouvement conservateur canadien depuis les années 1890, et que la fusion était réellement une reconstitution d'un mouvement qui existe depuis l'union des deux colonies du Haut-Canada et du Bas-Canada.

## Idéologie
Le nouveau Parti conservateur est un amalgame de deux visions différentes du conservatisme au Canada. Pour la majeure partie de son histoire, le Parti progressiste-conservateur prônait la philosophie traditionnelle Red Tory (comme les programmes sociaux subventionnés par l'État), rejetait des liens étroits avec les États-Unis et tentait plutôt de façonner le Canada en suivant le modèle des institutions britanniques. Le conservatisme de l'Ouest canadien, incarné par l'Alliance canadienne, s'inspirait davantage du conservatisme américain; il prônait des liens plus rapprochés avec les États-Unis, la philosophie Blue Tory, la privatisation, la réduction du rôle de l'État, une réforme des institutions politiques (sur un modèle inspiré de l'Australie et des États-Unis) ainsi qu'un fédéralisme plus décentralisé (un gouvernement plus limité à Ottawa avec des provinces et territoires plus autonomes, une position également prônée par Brian Mulroney). Le nouveau parti prône généralement une approche économique basée sur l'économie de marché accompagnée d'une idéologie très proche de l'ancienne Alliance canadienne.
Le parti est très fort dans l'Ouest canadien; un nombre important de députés et de militants du parti proviennent des prairies, et l'influence de ces régions, qui a façonné le Parti réformiste, se retrouve dans une certaine mesure dans le nouveau Parti, même si celui-ci a abandonné la plupart des mesures socialement conservatrices et populistes de son prédécesseur. Il se concentre plutôt sur les questions économiques, militaires, la « loi et l'ordre » et les questions de réforme démocratique et d'éthique gouvernementale. Contrairement aux anciens progressistes-conservateurs, le parti reflète davantage une influence Blue Tory. Le premier ministre Stephen Harper est un grand défenseur du conservatisme fiscal et prône l'expansion et la modernisation des Forces armées canadiennes. Il a également défendu certaines positions socialement conservatrices, comme l'opposition au mariage entre personnes de même sexe[réf. souhaitée], à l'avortement[réf. souhaitée]. Cependant, il n'existe aucune ligne de parti sur ces sujets.
La fusion symbolise l'étape la plus récente de l'évolution du conservatisme au Canada; le Parti conservateur historique, fondé par les loyalistes, s'opposait fortement au libre-échange et à l'intégration avec les États-Unis, préférant imiter les institutions politiques britanniques. Sous la direction de Brian Mulroney, le parti choisit de mettre l'accent sur les forces de l'économie de marché et signe un accord de libre-échange historique avec les États-Unis.
Le parti est parfois considéré par ses détracteurs comme s'apparentant au Parti républicain[réf. souhaitée] aux États-Unis et au Parti conservateur[réf. souhaitée] au Royaume-Uni, même si des différences existent sur bien des questions et que les partis ne sont alignés que par leur appartenance au forum international de partis politiques conservateurs, l'Union démocrate internationale.
Le 28 mai 2016, le Parti conservateur du Canada réuni en congrès vote en faveur du mariage homosexuel à 69 % des votants, mettant un terme à son opposition historique à ce changement social,. En juin 2021 en revanche, 62 députés conservateurs votent contre l'interdiction des thérapies de conversion pour les personnes homosexuelles, et 70% des députés conservateurs votent en faveur d'un projet de loi visant à rouvrir le débat sur l’avortement. En mars de la même année, les adhérents du parti ont rejeté à 54% une motion visant à reconnaître l’existence des changements climatiques.
Sur les questions de politiques extérieures, le Parti conservateur propose de réduire de 25 % l'aide au développement attribué par le Canada aux pays les plus pauvres de la planète. Les conservateurs entendent par ailleurs « renforcer les liens avec des pays aux visions similaires » comme le Japon, l’Inde et Israël. et dénoncent au contraire plusieurs pays, parmi lesquels la Russie, la Corée du Nord et l'Iran, comme étant « antagonistes, voire ouvertement hostiles aux intérêts et aux valeurs du Canada ». Le parti réclame également le déplacement de l'ambassade du Canada en Israël de Tel Aviv-Jaffa à Jérusalem, s'alignant sur la décision du président américain Donald Trump, et de suspendre la contribution canadienne à l’Office de secours et de travaux des Nations unies, qui vient en aide aux réfugiés palestiniens.

## Historique
Le 15 octobre 2003, après la tenue de réunions secrètes entre l'Alliance canadienne et le Parti progressiste-conservateur, Stephen Harper, chef de l'Alliance canadienne et Peter MacKay, chef du Parti progressiste-conservateur, annoncent un accord de principe pour fusionner leurs partis respectifs pour créer le nouveau Parti conservateur du Canada. L'entente avait été conclue après plusieurs mois de négociations entre les représentants progressistes-conservateurs Don Mazankowski, Bill Davis et Loyola Hearn, et les représentants alliancistes Raymond Speaker (en) et le sénateur Gerry St. Germain.
Le 5 décembre, l'accord de principe est ratifié par les membres de l'Alliance canadienne par une marge de 96 % contre 4 % lors d'un référendum où les membres étaient appelés à voter par la poste. Le 6 décembre le Parti progressiste-conservateur organise une série de congrès régionaux, lors desquels les délégués votent en faveur de l'accord à 90 % contre 10 %. Le 7 décembre 2003, le nouveau parti est officiellement enregistré auprès d'Élections Canada. Le 20 mars 2004, Stephen Harper est élu à la direction du nouveau parti.
La fusion est une culmination du mouvement canadien pour unir la droite, poussé par le désir de présenter une opposition efficace et une alternative crédible au Parti libéral; il s'agit de créer un nouveau parti qui s'assurerait l'appui de l'électorat de droite de toutes les régions du Canada et qui ne diviserait pas le vote. Cette division de l'électorat a contribué, du moins en partie, aux victoires libérales aux élections de 1997 et de 2000.

### Controverse
Le processus de fusion soulève la controverse. Lors du congrès d'investiture du Parti progressiste-conservateur en 2003, Peter MacKay signe une entente écrite avec son rival David Orchard (en) excluant toute fusion avec le parti allianciste ; Orchard conteste d'ailleurs la fusion devant les tribunaux, sans succès. Sous les règles d'élection du chef du PPC, le nouveau Parti conservateur fusionné serait endetté d'au moins 70 000 $ envers Orchard. Cette dette a été reconnue comme légitime par les avocats du PCC. Toutefois, le remboursement de cette somme est en attente de la résolution des disputes légales entre le parti et Orchard.
Après la fusion, quatre députés progressistes-conservateurs — André Bachand, John Herron (en), Scott Brison (un ancien candidat à l'investiture du PPC) et l'ancien premier ministre Joe Clark — refusent de se joindre au nouveau caucus fusionné, ainsi que le président sortant du PPC, Bruck Easton, qui déclare son intention de voter libéral aux élections à cause de ses craintes face au leadership de Harper. Brison fait défection vers les libéraux; peu après, il obtient le poste de secrétaire parlementaire au sein du gouvernement de Paul Martin et est nommé au conseil des ministres après l'élection fédérale de 2004. Herron se présente lui aussi comme candidat libéral à l'élection, mais il n'intègre pas le caucus libéral auparavant; il est défait dans sa circonscription par le candidat conservateur Rob Moore. Bachand et Clark quittent tous deux la Chambre des communes à la fin de la session. Lors de l'élection de 2004, Joe Clark accorda son appui, avec réticence, à Paul Martin plutôt qu'à Stephen Harper. Clark préfère appuyer des candidats de différentes formations politiques à titre individuel, tels le néo-démocrate Ed Broadbent, la libérale Anne McLellan et le conservateur Jim Prentice.
Un ancien député allianciste, Keith Martin, ancien candidat à l'investiture de l'Alliance canadienne, quitte également le parti le 14 janvier. Il conserve son siège lors de l'élection de 2004, se faisant réélire sous la bannière du Parti libéral. Dans la 38e législature (2004-2005), il sert à titre de secrétaire parlementaire de Bill Graham, le ministre de la Défense nationale. Il est réélu en 2006.
De plus, trois sénateurs — William Doody, Norman Atkins et Lowell Murray — décident de ne pas se joindre au nouveau parti et continuent de siéger à la chambre haute en tant que progressistes-conservateurs.
Dans les premiers mois d'existence du PCC, deux députés conservateurs expriment publiquement leur mécontentement face à la direction, aux politiques et aux procédures du nouveau parti. Rick Borotsik, ancien progressiste-conservateur, critique ouvertement la direction du parti et se retire officiellement de la politique à la fin de la session parlementaire du printemps 2004.
Chuck Cadman, ancien député allianciste, rejette les procédures de mise en nomination de candidats lorsqu'il perd la course à l'investiture conservatrice dans sa circonscription (qu'il avait représenté sous les bannières réformistes et alliancistes) au profit d'un candidat venu de l'extérieur. Il est éjecté du Parti conservateur à la fin du mois de mai. Cadman se représente quand même aux élections de 2004 comme candidat indépendant. Il est réélu, le seul indépendant à siéger au parlement minoritaire, jusqu'à ce que Carolyn Parrish soit éjectée du caucus libéral en novembre 2004. Cadman meurt d'un cancer en juillet 2005.
Finalement, peu après l'élection fédérale de 2004, le sénateur conservateur Jean-Claude Rivest quitte le PCC pour siéger au Sénat à titre d'indépendant, jugeant le nouveau parti trop à droite et trop insensible aux besoins et aux intérêts du Québec.

### Élection de Stephen Harper

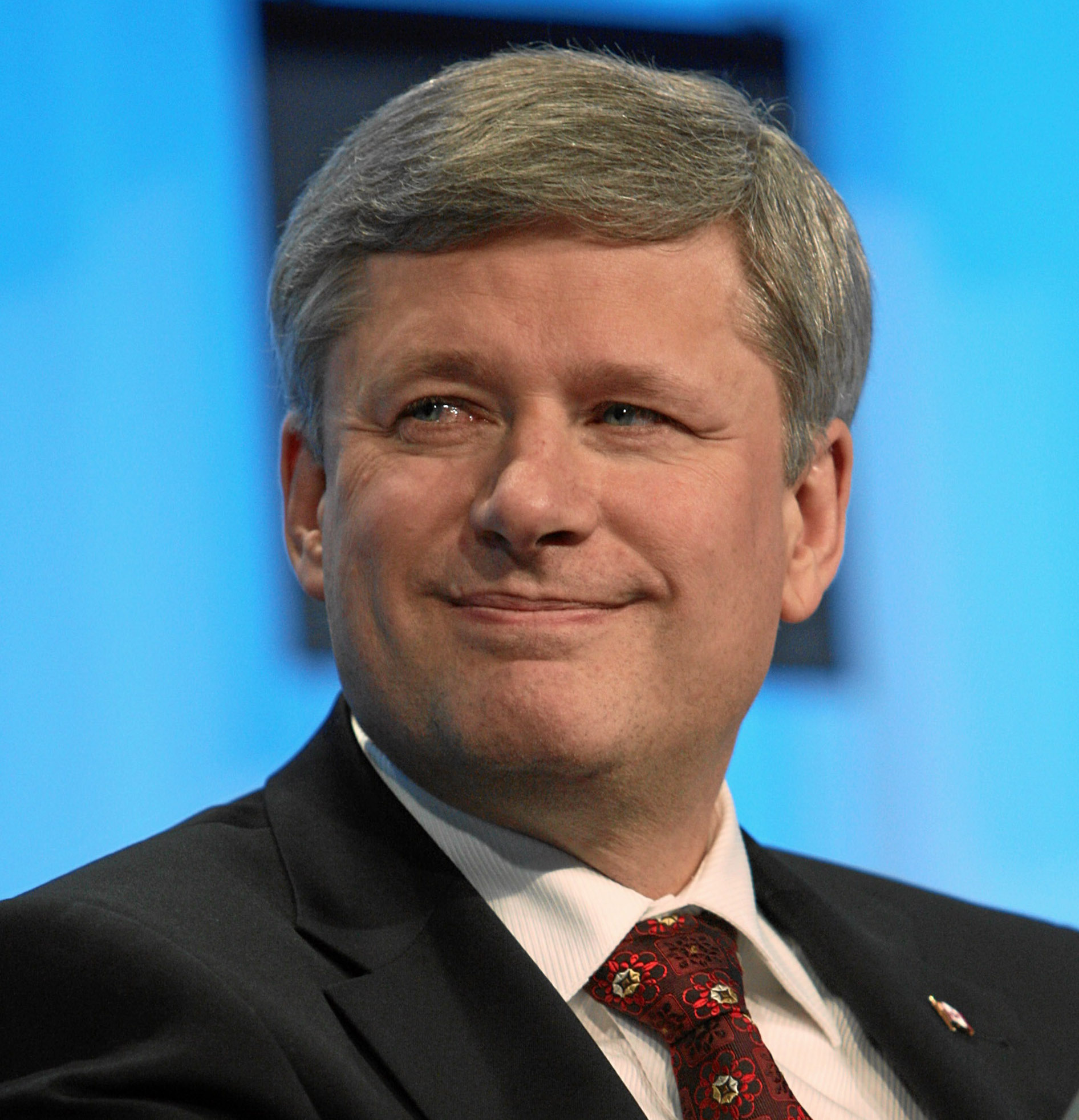
Stephen Harper.

Stephen Harper est élu chef du parti le 20 mars 2004, défaisant Tony Clement, ancien membre conservateur du cabinet ontarien, et Belinda Stronach, ancienne PDG de Magna International, au premier tour.
Certains militants conservateurs avaient espéré recruter l'ancien premier ministre ontarien Mike Harris pour briguer la direction du parti, mais il décline l'offre, comme l'a fait aussi le premier ministre du Nouveau-Brunswick Bernard Lord et le premier ministre albertain Ralph Klein. Le chef progressiste-conservateur sortant, Peter MacKay, et l'ancien député allianciste et chef du Caucus démocratique représentatif, Chuck Strahl, avaient également annoncé qu'ils ne participeraient pas à la course. Jim Prentice, qui était arrivé deuxième dans la course à la direction de l'ancien PPC en 2003, entre dans la course à la mi-décembre, mais il se retire à la mi-janvier à cause de la difficulté à récolter des fonds si tôt après un premier échec dans une course à la direction.

### Élection fédérale de 2004
Deux mois après l'élection de Harper à la tête du parti, le premier ministre libéral Paul Martin déclenche une élection, fixant la date du scrutin au 28 juin 2004. Toutefois, entre la fusion des deux anciens partis conservateurs et l'élection du chef pour le nouveau, des disputes internes et des enquêtes dans le scandale des commandites réduisent sérieusement la popularité du Parti libéral au pouvoir. Ceci permet aux conservateurs d'être mieux préparés à la course, contrairement à l'élection de 2000, quand peu de gens avaient prédit le déclenchement du scrutin au début octobre. Pour la première fois depuis l'élection de 1984, un gouvernement libéral fait face à un front conservateur uni.
Les conservateurs dépassent les attentes pendant la campagne, les sondages montrant une montée de popularité pour le nouveau parti; certains sondeurs prédisent l'élection d'un gouvernement minoritaire conservateur. Toutefois, même à l'apogée de sa popularité, le nouveau parti ne réussit pas à récolter autant de soutien que les résultats électoraux combinés de ses deux prédécesseurs. De plus, certains commentaires controversés de membres influents au sein du PCC entravent les efforts de Harper pour projeter l'image d'un parti modéré et raisonnable qui serait une alternative acceptable aux libéraux.
Plusieurs commentaires controversés exprimés par des députés conservateurs sont notables. Tôt dans la campagne, le député ontarien Scott Reid exprime son opinion, en tant que porte-parole conservateur en matière de langues officielles, que la politique du bilinguisme officiel est irréaliste et a besoin de réformes. Le député albertain Rob Merrifield, porte-parole du parti en matière de santé, estime que les femmes devraient obligatoirement suivre une thérapie familiale avant d'avoir accès à un avortement. Le député britanno-colombien Randy White, vers la fin de la campagne, exprime sa volonté d'avoir recours à la clause dérogatoire de la Constitution canadienne pour passer outre à la Charte des droits et libertés sur la question du mariage entre personnes de même sexe. Cheryl Gallant, députée ontarienne, compare l'avortement au terrorisme.
Les conservateurs de Harper émergent de l'élection avec un plus grand caucus parlementaire de 99 députés tandis que les libéraux sont réduits à un gouvernement minoritaire de 133 députés; ceci oblige les libéraux à obtenir l'appui d'au moins 23 députés de l'opposition pour garantir l'adoption de leurs projets de loi. Les résultats du vote populaire, par contre, sont en fait en dessous des résultats combinés de l'Alliance et du PPC à l'élection fédérale précédente.

### Congrès de mars 2005 à Montréal
En 2005, certains analystes politiques comme l'ancien sondeur progressiste-conservateur Allan Gregg (en) et la journaliste du Toronto Star Chantal Hébert suggèrent que l'élection suivante pourrait élire un gouvernement conservateur si le parti émerge de leur congrès fondateur avec des politiques modérées et clairement définies.
Lors du congrès, le parti se défait de la plus grande partie des mesures socialement conservatrices de l'Alliance canadienne, ne retenant que l'opposition au mariage entre personnes de même sexe. Il conserve toutefois son attrait populiste en prônant des réductions d'impôts, la réduction du rôle de l'État, la réforme démocratique et davantage de décentralisation vers les provinces et les territoires.

### Défection de Belinda Stronach
En mai 2005, la députée conservatrice Belinda Stronach prend plusieurs par surprise en faisant défection vers le Parti libéral. Certains croient que son départ pourrait nuire aux efforts du parti pour attirer les électeurs progressistes, particulièrement en Ontario. D'autres ont commenté sur la nature suspecte et opportuniste de la décision de Stronach, notant sa nomination au Conseil des ministres immédiatement après sa défection et le fait que celle-ci venait quelques jours seulement avant la tenue d'un vote de confiance crucial à la Chambre des communes. De plus, plusieurs conservateurs, comme le député à l'Assemblée législative de l'Ontario Bob Runciman, font des déclarations plutôt vitrioliques en réaction à l'évènement — traitant Stronach d'« épaisse » (dipstick), par exemple — qui leur valent des accusations de sexisme de la part de certaines personnes qui y voient une preuve que la modération du parti est une illusion. D'autres, par contre, considèrent que ces commentaires n'étaient nullement sexistes, mais simplement une réaction à ce qu'ils considéraient comme une trahison particulièrement répréhensible.
Fin août et début septembre 2005, les tories lancent des publicités télévisées sur toutes les télédiffuseurs majeurs en Ontario qui mettent en évidence leurs politiques sur des questions tels que la santé, l'éducation et la politique familiale. Les pubs montrent tous Stephen Harper discutant de ces politiques avec des membres éminents de son cabinet fantôme. Certains analystes prédisent à l'époque que les conservateurs se serviront de publicités similaires dans l'élection fédérale de 2006, au lieu de concentrer leurs attaques sur les libéraux comme ils l'avaient fait au printemps 2005.
Un sondage Ipsos-Reid effectué après le dépôt du premier rapport de la Commission Gomery montrait les tories pratiquement nez-à-nez avec les libéraux dans l'appui populaire. Un autre sondage, de Stragetic Counsel, suggéraient même une avance des conservateurs sur les libéraux. Toutefois, des sondages deux jours plus tard montraient les libéraux avec une avance de 8 points.

### Élection fédérale de 2006
Le 24 novembre 2006, le chef de l'opposition Stephen Harper dépose une motion de défiance qui est adoptée le 28 novembre avec l'appui des deux autres partis de l'opposition, le Nouveau Parti démocratique et le Bloc québécois. La législature est automatiquement dissoute; la date du scrutin est fixée au 23 janvier 2006, suivant une campagne électorale qui se déroule durant le temps des fêtes.
Les conservateurs débutent le premier mois de la campagne en faisant une série d'annonces, une par jour, incluant une réduction de la Taxe sur les produits et services (TPS) et une allocation pour la garde d'enfants. Cette stratégie surprend plusieurs dans les médias, qui avaient tenu pour acquis que la campagne conservatrice serait négative et se concentreraient sur le scandale des commandites. La stratégie du Parti conservateur consiste plutôt à laisser les électeurs réfléchir eux-mêmes à cette question. Les libéraux choisissent de garder leurs promesses majeures pour la deuxième moitié de la campagne après le temps des fêtes; en conséquence, Harper domine les manchettes pour les premières semaines de la campagne et a donc libre jeu de définir lui-même son image plutôt que de laisser ses adversaires le faire à sa place. Bien que son parti n'enregistre au début que de modestes mouvements dans les sondages, la popularité personnelle de Harper, qui avait toujours été plus basse que celle de son parti, se met à monter rapidement.
Le 27 décembre 2005, la Gendarmerie royale du Canada (GRC) annonce qu'elle lance une enquête sur une allégation de délit d'initié du département du ministre des Finances Ralph Goodale avant une annonce importante sur la taxation des fiducies de revenu. La révélation de l'enquête criminelle et le refus de Goodale de démissionner domine les manchettes pour la semaine suivante et attire encore plus d'attention lorsque la Securities and Exchange Commission américaine annonce qu'elle lancera également son enquête. Le scandale des fiducies de revenu détourne l'attention du public des promesses politiques du Parti libéral et permet au Parti conservateur de réactualiser ses attaques sur la corruption au sein des libéraux. Au début janvier 2006, les tories mènent dans les sondages et effectuent une percée majeure au Québec, où ils dépassent les libéraux en deuxième place dans les sondages (après le Bloc québécois).
En réponse à l'avance grandissante des conservateurs, les libéraux lancent une série de publicités électorales négatives accusant Harper d'avoir un agenda caché, semblables aux attaques faites dans l'élection de 2004. L'effet n'est toutefois pas le même cette fois, les conservateurs ayant un momentum beaucoup plus grand qu'en 2004; ils disposent à un moment d'une avance de 10 points. La popularité personnelle de Harper continue de monter, et les sondages révèlent qu'il est considéré non seulement plus digne de confiance, mais également comme un meilleur premier ministre potentiel que Paul Martin. En plus de la discipline améliorée du Parti conservateur, et aussi à cause de cela, la couverture médiatique accordée aux conservateurs est beaucoup plus positive qu'en 2004. Quant à eux, les libéraux sont de plus en plus critiqués pour le mauvais déroulement de leur campagne et la multiplication des gaffes.
Le 23 janvier 2006, les conservateurs remportent 124 sièges, contre 103 pour les libéraux. Ces résultats font du Parti conservateur le premier parti en importance aux Communes (qui compte 308 sièges) leur permettant de former un gouvernement minoritaire. Le 6 février, Stephen Harper est assermenté à titre de 22e premier ministre du Canada, ainsi que son Conseil des ministres.

### Élection fédérale de 2011
Lors des élections du 2 mai 2011, le Parti conservateur obtient 39,6 % des suffrages et 166 députés à la Chambre des communes. Cette élection permet au parti de former un gouvernement majoritaire au Parlement.
Le Parti conservateur a obtenu, comme cela arrive fréquemment, plus de suffrages et plus de députés que les sondages précédant l'élection fédérale canadienne de 2011 le prédisaient, alors que la majorité des prédictions étaient remarquablement précises pour les autres partis.
À la fin de février 2012, le Parti conservateur est accusé d'avoir fait des appels frauduleux juste avant les élections du 2 mai en utilisant le nom d'Élections Canada pour orienter des citoyens vers des bureaux de vote fictifs. En conséquence, Élections Canada met sur pied une enquête sur cette affaire, qui est surnommée le « Robogate ».

### Élection fédérale de 2015
Le 19 octobre 2015, le Parti conservateur essuie une défaite face au Parti libéral de Justin Trudeau. Les conservateurs perdent 67 sièges à la Chambre des Communes. À la suite de ces résultats, Stephen Harper démissionne du poste de chef du parti. L'intérim est assuré par la députée Rona Ambrose, qui devient alors cheffe de l'opposition officielle.

### Course à la direction de 2017
À la suite de la démission de Stephen Harper, le Parti conservateur doit élire un nouveau chef. Quatorze candidats sont présents en 2017 et le tour final de scrutin oppose Maxime Bernier à Andrew Scheer. Scheer remporte l'élection avec moins de 51 % des voix.
Le 12 décembre 2019, Andrew Scheer annonce sa démission du poste de chef du parti à compter de l'élection d'un nouveau dirigeant.

### Erin O'Toole
Une élection à la direction pour remplacer Andrew Scheer a eu lieu en 2020, qui a été remportée par Erin O'Toole le 23 août en battant Peter MacKay.
Le 2 février 2022, Erin O'Toole perd son vote de confiance et démissionne de son poste de chef du Parti conservateur.
Candice Bergen assure l'interim jusqu'au 10 septembre 2022.

### Pierre Poilievre
Le 10 septembre 2022, Pierre Poilievre devient le chef du Parti conservateur du Canada avec 68 % des voix.

## Résultats électoraux

### Élections fédérales
| Élection | Chef             | Votes     | %     | Sièges    | +/– | Position | Gouvernement             |
| -------- | ---------------- | --------- | ----- | --------- | --- | -------- | ------------------------ |
| 2004     | Stephen Harper   | 4 019 498 | 29,63 | 99 / 308  | 21  | 2e       | Opposition officielle    |
| 2006     | Stephen Harper   | 5 374 071 | 36,27 | 124 / 308 | 25  | 1er      | Gouvernement minoritaire |
| 2008     | Stephen Harper   | 5 209 069 | 37,65 | 143 / 308 | 19  | 1er      | Gouvernement minoritaire |
| 2011     | Stephen Harper   | 5 832 401 | 39,62 | 166 / 308 | 23  | 1er      | Gouvernement majoritaire |
| 2015     | Stephen Harper   | 5 532 685 | 31,89 | 99 / 338  | 67  | 2e       | Opposition officielle    |
| 2019     | Andrew Scheer    | 6 155 662 | 34,44 | 121 / 338 | 22  | 2e       | Opposition officielle    |
| 2021     | Erin O'Toole     | 5 747 375 | 33,74 | 119 / 338 | 2   | 2e       | Opposition officielle    |
| 2025     | Pierre Poilievre | 8 113 484 | 41,31 | 144 / 343 | 25  | 2e       | Opposition officielle    |

## Chefs du parti
- John Lynch-Staunton (8 décembre 2003 au 20 mars 2004, intérim)
- Stephen Harper (20 mars 2004 au 19 octobre 2015)
- Rona Ambrose (5 novembre 2015 au 27 mai 2017, intérim)
- Andrew Scheer (27 mai 2017 au 23 août 2020)
- Erin O'Toole (23 août 2020 au 2 février 2022)[16]
- Candice Bergen (2 février au 10 septembre 2022, intérim)
- Pierre Poilievre (depuis le 10 septembre 2022)

## Ailes provinciales
Le Parti conservateur, bien que n'ayant aucune aile provinciale officielle, travaille de près avec certains anciens affiliés au Parti progressiste-conservateur.
On a d'ailleurs demandé ici ou là que les branches locales prennent plutôt le nom de Parti conservateur.
Le Parti conservateur entretient de bons rapports avec d'autres organisations conservatrices, telles que le Parti saskatchewanais et, dans une certaine mesure, avec les membres les plus à droite des libéraux de Colombie-Britannique (et ce, malgré l'existence d'un Parti conservateur de la Colombie-Britannique).
Les conservateurs fédéraux bénéficient de l'appui de plusieurs tories provinciaux. Plusieurs Premiers ministres provinciaux, tels que Ralph Klein de l'Alberta, Pat Binns de l'Île-du-Prince-Édouard, Danny Williams de Terre-Neuve-et-Labrador, John Hamm de la Nouvelle-Écosse et Bernard Lord du Nouveau-Brunswick ont exprimé leur appui de façon générale au nouveau parti. En Ontario, le chef du Parti progressiste-conservateur provincial John Tory et l'ancien chef de l'opposition provinciale intérimaire Bob Runciman ont tous deux ouvertement exprimé leur appui à Stephen Harper et au Parti conservateur du Canada, ainsi que Stuart Murray (en), chef de l'opposition et du Parti progressiste-conservateur du Manitoba.
Bien qu'officiellement distincts des partis provinciaux, des documents du PCC ainsi que des applications de membres peuvent être obtenus aux bureaux de la plupart des partis progressistes-conservateurs provinciaux. Plusieurs de ces partis tiennent ouvertement des liens vers le site du PCC sur leurs sites web. Aussi, Stephen Harper a été invité comme conférencier à plusieurs congrès des partis progressistes-conservateurs provinciaux et il encourage tous les membres du parti fédéral à devenir membres de leurs partis conservateurs provinciaux respectifs.
| Parti provincial                                             | Orientation                         | Province                |
| ------------------------------------------------------------ | ----------------------------------- | ----------------------- |
| Parti progressiste-conservateur de l'Ontario                 | Ancienne aile provinciale, Parti PC | Ontario                 |
| Parti conservateur de la Colombie-Britannique                | Ancienne aile provinciale, Parti PC | Colombie-Britannique    |
| Parti conservateur uni                                       | Pas d'orientation officielle        | Alberta                 |
| Parti progressiste-conservateur du Manitoba                  | Ancienne aile provinciale, Parti PC | Manitoba                |
| Parti progressiste-conservateur de la Saskatchewan           | Ancienne aile provinciale, Parti PC | Saskatchewan            |
| Association progressiste-conservatrice de la Nouvelle-Écosse | Ancienne aile provinciale, Parti PC | Nouvelle-Écosse         |
| Parti progressiste-conservateur du Nouveau-Brunswick         | Ancienne aile provinciale, Parti PC | Nouveau-Brunswick       |
| Parti progressiste-conservateur de Terre-Neuve-et-Labrador   | Ancienne aile provinciale, Parti PC | Terre-Neuve-et-Labrador |
| Parti progressiste-conservateur de l'Île-du-Prince-Édouard   | Ancienne aile provinciale, Parti PC | Île-du-Prince-Édouard   |
| Parti du Yukon                                               | Pas d'orientation officielle        | Yukon                   |

Le Parti saskatchewanais est né d'une fusion non officielle du Parti progressiste-conservateur de la Saskatchewan avec des membres du Parti libéral de la Saskatchewan, et certains de ses membres appuient le PLC, d'autres le PCC. Les libéraux provinciaux présentent toujours des candidats aux élections. À la suite de l'effondrement des progressistes-conservateurs suivant le gouvernement criblé de scandales de Grant Devine dans les années 1980, les progressistes-conservateurs se sont officiellement retirés de la politique, bien que retenant une organisation nominale et présentant des candidats-papier aux élections afin de maintenir les fonds du parti. Le Parti saskatchewanais est officiellement neutre quant à la politique fédérale, bien que son premier chef, Elwin Hermanson, ait eu des liens directs avec le Parti réformiste et l'Alliance canadienne.
Le Parti libéral de la Colombie-Britannique a déjà été une aile provinciale du Parti libéral du Canada, mais sous la direction de Gordon Campbell, il s'est déplacé plus vers la droite et contient actuellement des membres appuyant les libéraux fédéraux et d'autres, les conservateurs fédéraux. Le parti est maintenant officiellement neutre face à la politique fédérale.
Le Parti conservateur de la Colombie-Britannique existe toujours et présente encore des candidats aux élections, mais ne compte actuellement aucun représentant élu à la législature de la province. Plusieurs conservateurs fédéraux éminents militent au sein du Parti conservateur de la Colombie-Britannique. Wilf Hanni, ancien chef du Parti réformiste de la Colombie-Britannique, a été chef du Parti conservateur. Par le passé, plusieurs progressistes-conservateurs ont aussi entretenu des liens serrés avec le Parti Crédit social de la Colombie-Britannique.
Le Parti du Yukon (anciennement le Parti progressiste-conservateur du Yukon) changea de nom et a coupa tous ses liens au Parti progressiste-conservateur fédéral pendant les années Mulroney. Son ancien chef, le Premier ministre yukonnais Dennis Fentie, un ancien néo-démocrate qui fit défection pour diriger le Parti du Yukon, est resté relativement ambigu sur la question de l'appui fédéral du parti territorial.
Certains des partis ci-dessus peuvent parfois s'affilier ou appuyer le nouveau Parti conservateur fédéral ou un de ses candidats régionaux. Les relations sont tendues, par contre, entre le Parti conservateur et Ralph Klein, premier ministre progressiste-conservateur de l'Alberta, dû aux commentaires que ce dernier a faits en public au cours de la dernière élection fédérale concernant les soins de santé ainsi que son appel à un référendum sur la question du mariage entre personnes de même sexe. Rajoutant à la tension en Alberta, l'appui des militants du PCC est divisé entre le Parti Wildrose (droite) et les progressistes-conservateurs (centre droit).
La Coalition avenir Québec (CAQ), le Parti conservateur du Québec (PCQ) et le Parti libéral du Québec (PLQ) n'entretiennent aucun lien avec un quelconque parti fédéral.
Quant à la CAQ, leurs politiques sont très proches à celles du PCC sur des questions telles que les soins de santé. Après avoir personnellement et publiquement appuyé le Parti conservateur lors des élections de 2006, puis de celles de 2008, le chef caquiste François Legault invite à voter pour le PCC lors de l'élection de 2021, disant espérer un gouvernement conservateur minoritaire.
Même si l'ancien chef progressiste-conservateur Jean Charest fut chef des libéraux du 30 avril 1998 au 19 septembre 2012.
Durant cette période, Charest a amené beaucoup d'anciens tories de l'ère Mulroney à occuper des postes importants au sein du PLQ. Lors de l'élection fédérale canadienne de 2006, il donna un appui réservé au Parti conservateur, déclarant que les promesses de Stephen Harper sur le fédéralisme d'ouverture et le déséquilibre fiscal allaient dans le sens de ce que souhaitait le Québec.
Plusieurs bénévoles et organisateurs du PLQ se mirent discrètement au service des conservateurs, qui n'avaient pas une grande organisation au Québec. L'élection d'un gouvernement conservateur fut bien accueillie par Jean Charest et le ministre de la Santé Philippe Couillard.
En 2020, Jean Charest envisage de se présenter à la chefferie conservatrice, mais se désiste.
Le Parti conservateur du Québec pour contre est enraciné dans une continuité, celle de la nation canadienne-française, et veillera à promouvoir la langue de ceux qui ont bâti et façonné cette nation.